# 凯奇凯德
凯奇凯德，是匈牙利科马罗姆-埃斯泰尔戈姆州所辖的一个村。总面积11.08平方公里，总人口1978，人口密度178.5人/平方公里（2011年1月1日）。